# Etnocidio: notas sobre el Mezquital
Etnocidio: notas sobre el mezquital es un documental dirigido por Paul Leduc y presentado en una serie de capítulos que van de la A a la Z. Es el primer filme que surge del acuerdo de coproducción entre National Film Board de Canadá y Cine-Difusión SEP de México. El documental muestra un panorama político, económico y social del pueblo otomí.

## Argumento
Documental que muestra una visión contundente a partir de un estudio sociológico sobre la situación de los Otomíes en el Valle del Mezquital situado en el Estado de Hidalgo donde se presenta un desequilibrio en el ecosistema social y natural. Sin voz en Off, el documental se vale de las imágenes y declaraciones por parte de los indígenas para expresar la problemática de la región que llega a tener implicaciones nacionales e internacionales.

### Trasfondo
Las estadísticas describen un panorama escalofriante donde 46% de la población carece de agua potable, 80% carecen de instalaciones de saneamiento, 50.3% de las muertes son causadas por enfermedades contagiosas de las cuales el 70% son muertes en menores de 4 años. Hay un doctor por cada 3,020 personas, un especialista por cada 23,438 y un dentista por cada 56,688. 
Donde las políticas represivas de los caciques en la zona del Mezquital obliga a los otomís a pasar de dueños de tierras a realizar diversos trabajos en ciudades o pueblos cercanos agravando el problema de alcoholismo y aumentando los índices de mortandad entre los otomís.

## Capítulos

### A. Antecedentes
Donde se muestra la dificultad para extraer agua de un pozo, campesinos caminando por un páramo y la escena de un campesino pensativo frente al fuego.

### B. Burgueses
Escenas de la burguesía de la región donde se presentan las comodidades de las que gozan. Un entrevistado declara que los otomís tienen buenas manos que sirven para trabajar.

### C. Clases
Diferentes encuadres de campesinos, niños analfabetas hablando en otomí, cementerio indígena, hablan sobre el despojo de tierras donde son los ricos quienes se quedan con las mejores, ellos comen tortillas y frijoles.

### D. Democracia
Escenas de Ixmiquilpan ante la llegada de José López Portillo, candidato a la presidencia. Acarreados que llegan en camiones acompañados por una cumbia de Celia Cruz en apoyo al candidato.l

### E. Etnocidio
Un entierro campesino, estadísticas y datos de la situación.

### F. Fábricas
Declaraciones que cruzan de una visión a otra. El cura da un sermón acerca del mensaje de Cristo, en entrevista declara el apoyo por parte de capital extranjero a la región donde existen recursos aún no explotados. Otomís declaran que el cura es parte de la represión que sufre el pueblo, golpes y encarcelamientos.

### G. Gobierno
Declaraciones de los obreros hacia el gobierno, el cual ayuda solo a los ricos. A la zona han llegado películas pornográficas y bares con ayuda de "Charros" sindicales. En las obras se muestra el peligro que corren los obreros por falta de protección.

### H. Historia
Gigantes de Tula, arte religioso colonial, maquinaria norteamericana.

### I. Indígena
Otomís leyendo sobre la historia de su pueblo.

### J. Justicia
Declaraciones de despojos, asesinatos de hijos, matanza ocurrida el 14 de abril de 1968, se dan nombres de caciques.

### K. Kultura
Agujetas de color de rosa interpretada por un conjunto indígena.

### L. Lectura
Analfabetismo de una niña la cual pide perdón.

### M. Migración
60% de los otomís emigran, imágenes de la Ciudad de México.

### O. Otomí: obrero
Minería, historia sobre un obrero y su accidente que le costó su pierna.

### P. Polución
Aguas contaminadas

### R. Resumen
Vida de un otomí

### S. Subdesarrollo
Braceros borrachos, letreros: ASÍ CONSTRUIMOS EL MÉXICO DE NUESTROS HIJOS, AHORA MÉXICO ES ASÍ.

### T. Tesis
Chicano habla sobre el imperialismo que afecta la vida mexicana.

### W. Washington
Verónica Rascón del canal 111 habla sobre la preocupación del gobierno estadounidense ante la demografía mexicana, que ha llevado al planteamiento de la esterilización.

### Z. Zimapán
Zona desértica, mitin del SUTERM, policías y helicópteros.

## Premios
Diosa de Plata al mejor documental y un Ariel especial como reconocimiento.